# Eloy Azorín

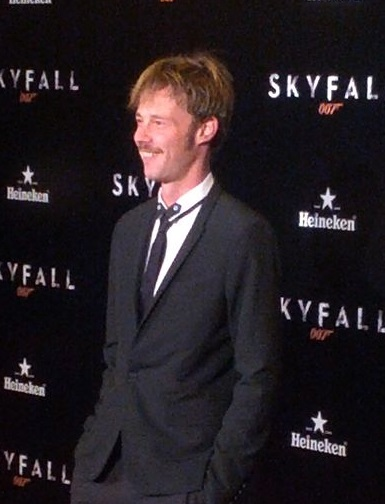
Eloy Azorín

Eloy José Arenas Azorín (* 19. Februar 1977 in Madrid) ist ein spanischer Schauspieler.
Er wurde 1977 als Sohn des Komödianten Eloy Arenas geboren. Seine erste Schauspielrolle hatte er in Miguel Hermosos Como un relámpago, wo er neben Santiago Ramos und Assumpta Serna die Hauptrolle spielte. Zu dieser Zeit beschloss er, die Schauspielerei professionell auszuüben.
Nach kleinen Nebenrollen in Fernsehserien erlangte er durch seine Darstellung in Pedro Almodóvars mehrfach preisgekröntem Alles über meine Mutter Bekanntheit. Dort verkörperte er den Jugendlichen Esteban, der, ohne etwas über seinen Vater zu wissen, allein mit seiner Mutter (gespielt von Cecilia Roth) in Madrid lebt und an seinem 18. Geburtstag stirbt. Von da an ging seine Karriere bergauf. Azorín hatte unter anderem Rollen im Romantikfilm Aunque tú no lo sepas (2000), in der Goya-preisgekrönten Tragikomödie Besos para todos (2000) neben Emma Suárez und im Historienfilm Juana la Loca (2001). In Daniel Calparsoros Kriegsdrama Guerreros übernahm er die Hauptrolle. Für 2006 ist eine Veröffentlichung des Films Los Borgia unter der Regie von Antonio Hernández geplant, wo er als der spanische Fürst Jofré Borgia auftritt.
2004 gab er sein Debüt als Theaterschauspieler als Dorian im Stück Das Bildnis des Dorian Gray von Oscar Wilde.

## Filmografie (Auswahl)
- 1999: Alles über meine Mutter (Todo sobre mi madre)
- 2000: Besos para todos
- 2001: Juana la Loca
- 2002: Guerreros
- 2004: El año del diluvio
- 2005: Camarón
- 2006: Die Borgias (Los Borgia)
- 2011–2013: Grand Hotel (Gran Hotel, Fernsehserie, 39 Episoden)
- 2019: High Seas (Alta mar, Fernsehserie)